# John Bolt
John Bolt (7 ottobre 1947) è un teologo statunitense di origine olandese.

## Biografia
A tre anni dalla nascita, la famiglia si trasferì dai Paesi Bassi a Ladner, a sud di Vancouver, nella Columbia inglese. Dopo aver conseguito il Bachelor of Science nel 1970, ha insegnato alla Simon Fraser University e al Calvin College di Grand Rapids, presso il quale tre anni più tardi conseguì il baccellierato in teologia e il master di secondo livello in teologia nel 1977.
Nel 1982 ha completato il dottorato di ricerca in teologia presso l'Università del St. Michael's College di Toronto.
Successivamente, è stato professore emerito di teologia sistematica presso il Calvin Theological Seminary di Grand Rapids nel Michigan. Ha curato l'edizione critica inglese del volume di teologia dogmatica riformata Gereformeerde Dogmatiek, edito da Herman Bavinck.

## Opere
- Economic Shalom (2013)]
- Bavinck on the Christian Life: Following Jesus in Faithful Service (2015)[4]
- Orthodoxy and orthopraxis in the Reformed community today (ed., Christian Reformed perspectives, 1985)[5]
- Christian and Reformed Today
- Five Studies in the Thought of Herman Bavinck (2012)
- A Theological Analysis of Herman Bavinck's Two Essays on the Imitatio Christi: Between Pietism and Modernism (2013)
- The Christian Story and the Christian School
- Christian and Reformed Today
- The Christian Story and the Christian School
- Herman Bavinck: The Man and the Mind[6]
- How Christianity Transformed Our Understanding of History[7]